# Goniagnathus uniformis
Goniagnathus uniformis är en insektsart som beskrevs av William Lucas Distant 1908. Goniagnathus uniformis ingår i släktet Goniagnathus och familjen dvärgstritar. Inga underarter finns listade i Catalogue of Life.